# Franceline Ribard
Franceline Ribard, née Françoise Poupon le 29 novembre 1851 à Chagny (Saône-et-Loire, France) et morte le 24 mai 1886 à Quảng Yên (Indochine française, aujourd'hui au Vietnam), est la première ophtalmologue française. À Nantes, elle est la première bachelière et la première étudiante en médecine.

## Biographie
Fille d'un tuilier et petite-fille d'un fendeur de bois, Franceline Ribard vient d'une famille modeste qui fuit en Suisse pendant la guerre franco-prussienne de 1870. À cette période, elle est déjà partie du foyer familial et habite à Rezé, en Loire-Inférieure.
Le 11 mai 1871, alors âgée de dix-neuf ans, elle épouse Stéphane Ribard, un officier de santé qui exerce à Nantes. À cette date, ils sont déjà parents d'un jeune Stéphane, né le 2 août 1870, que leur mariage légitime. Elle donne naissance à son deuxième enfant, Stéphanie, le 18 novembre 1872 alors qu'elle passe son baccalauréat ès sciences et qu'elle commence ses études à l’École préparatoire de médecine de Nantes.
Elle devient veuve en 1880 à la suite du décès de son mari, atteint de phtisie.
Elle décède le 24 mai 1886 de dysenterie aiguë à l'hôpital de Quảng Yên en Indochine française. Elle a 35 ans.

### Études (1872-1876)

#### Première Nantaise à obtenir le baccalauréat (1872-1873)
En 1872, Franceline Ribard prépare le baccalauréat ès lettres de façon solitaire puisqu'aucun établissement scolaire féminin ne propose de cursus pour l'obtenir. Elle est la première femme à se présenter à cet examen à la faculté de Nantes ; Julie-Victoire Daubié, première bachelière française, n'ayant obtenu son diplôme que neuf ans auparavant.
Le 20 août 1872, elle passe son oral devant de nombreux curieux venus assister à cette épreuve publique car il est rare, à cette époque, qu'une femme se présente à un examen supérieur. Réussissant avec brio cette épreuve, elle devient la première bachelière nantaise. Elle enchaîne les réussites en obtenant, le 14 août 1873, le baccalauréat ès sciences.
En 1872-1873, l'enseignement secondaire public n'est pas encore réellement ouvert aux femmes et celles qui obtiennent ces examens font  preuve d'audace et de détermination. Il faut attendre la loi Camille Sée du 21 décembre 1880 pour qu'un enseignement secondaire féminin soit créé bien qu'il ne conduise pas encore au baccalauréat mais au diplôme de fin d'études.
Franceline Ribard devient alors l'une des 88 femmes ayant obtenu un baccalauréat ès lettres entre 1866 et 1888 et l'une des 112 femmes ayant obtenu un baccalauréat ès sciences à cette même époque.

#### Première Nantaise à l’École préparatoire de médecine de Nantes (1872-1874)
Avec son baccalauréat ès lettres, elle s'inscrit à l’École préparatoire de médecine de Nantes le 15 novembre 1872, se portant candidate au titre de docteur en médecine. L'inspecteur d'Académie soutient sa candidature auprès du recteur qui accepte rapidement.
Son cas est bien différent de Madeleine Brès, première Française à devenir médecin, et de Mary Corinna Putnam, docteur en pharmacie de l'Université de Pennsylvanie et première étudiante étrangère admise dans l'enseignement supérieur français, qui ont rencontré plus de difficultés pour obtenir une place à la faculté de médecine de Paris.
Dès son inscription, Franceline Ribard devient stagiaire dans un hôpital nantais et réussit l'externat le 7 novembre 1873. Elle réussit aussi brillamment l'internat, sa deuxième année d'études, en étant classée deuxième, le 7 novembre 1874 . Elle quitte ensuite Nantes pour sa troisième année d'études qu'elle effectue à Rennes et obtient son examen final le 6 août 1875. Chaque année, elle obtient la mention bien satisfait, la meilleure mention après très satisfait.
Au cours de sa troisième année, un mouvement d'hostilité à l'encontre des étudiantes en médecine débute à l'initiative de Gustave-Antoine Richelot, membre de la Société académique de Nantes, qui publie La femme médecin en juin 1875. Il estime que les femmes n'ont rien à faire dans les écoles de médecine car c'est, dit-il, « se mettre en contradiction choquante avec nos [sic] mœurs » et se questionne si « parmi ces excentricités et ces folies, ne doit-on pas considérer l'institution des femmes-médecins comme celles qui méritent d'être le plus vivement combattues car elles menacent directement la santé humaine ? ». Quatre pages de son ouvrage sont officieusement consacrées à Franceline Ribard qu'il a croisé au cours de son externat. Il y écrit que ses enfants seront « abandonnées, livrés à quelque servante inepte, contractant peut être le germe de quelque maladie ».

#### Le doctorat de médecine à la faculté de médecine de Paris (1876)
La préparation et la soutenance de thèse ne peuvent s'effectuer qu'à Paris ainsi elle s'inscrit à la faculté de médecine de Paris en 1876, quelques mois seulement après son mari. Elle s'intéresse à l'ophtalmologie, plus particulièrement au glaucome et au décollement de rétine.
Durant ses études à Paris, elle côtoie de grands professeurs de médecine : Jules Gavarret, Julien Masselon et Louis-Antoine Ranvier et  travaille avec de grands médecins et ophtalmologues français et étrangers en parallèle de ses cours : Louis de Wecker et Xavier Galezowski. Dans sa thèse, elle rend hommage à Paul Bert, médecin, professeur de physiologie à la faculté des sciences de Paris et député militant en faveur de l'instruction des filles, qu'elle avait rencontré à Nantes en janvier 1874 et avec qui elle noue une forte relation.
Elle passe cinq examens de thèse du 18 mai au 1er août 1876. Elle réussit de nouveau brillamment ses épreuves puisqu'elle obtient trois fois la mention bien satisfait et deux fois très satisfait alors que son mari obtient la mention passable. Sa thèse, portant sur le drainage de l’œil, est présentée et soutenue le 12 août 1876 et elle obtient les félicitations du jury. Le ministère de l'Instruction publique lui rembourse l'intégralité de ses frais d'études en septembre 1876.
Elle devient alors la deuxième femme française à devenir docteur en médecine, après Madeleine Brès, et la première femme issue de l’École de médecine de Nantes à obtenir son doctorat à Paris. Elle devient également la première femme ophtalmologue de France.

### Carrière (1876-1886)
Dans sa thèse, Franceline Ribard indique qu'elle souhaite se spécialiser dans les maladies des femmes et des enfants, comme la majorité des femmes médecins de cette époque qui n'ont pour objectif que le soin des femmes et des enfants : entre 1875 et 1884, cinq des sept thèses soutenues portent sur ces sujets.
Elle se spécialise aussi dans l'ophtalmologie.

#### L'exercice de l'ophtalmologie à Nantes (1876-1880)
Elle s'installe au cabinet médical de son mari, rue Saint-Jacques à Nantes, et ils alternent leurs heures de consultation. C'est une chance, à cette époque et pour une femme, de pouvoir avoir son propre cabinet médical. Elle quitte Nantes après le décès de son mari, mort le 2 juillet 1880.

#### L'aventure égyptienne (1880-1884)
La date et les raisons de son départ pour Le Caire, en Égypte, sont inconnues mais, du fait de son statut de femme médecin, elle arrive à s'immiscer dans les harems princiers égyptiens et obtient une large clientèle dans son cabinet médical situé dans l'ancienne maison du Consulat de France. Son cabinet est spécialisé dans les maladies des yeux, des femmes et des enfants et elle y exerce la chirurgie ophtalmologique. Elle propose également des consultations gratuites pour les indigents.
Entre février et novembre 1884, elle fait publier un peu moins d'une centaine d'annonces publicitaires dans le Bosphore Égyptien, journal quotidien francophone, et trois adresses différentes y sont indiquées en l'espace de neuf mois. Ces informations laissent penser qu'elle rencontre de grandes difficultés à la fin de son aventure, du fait de la concurrence : de nombreux médecins français étaient déjà présents en Égypte.
Elle quitte Le Caire à une date inconnue dans une grande difficulté.

#### L'inspection ophtalmologique dans les écoles maternelles (1885)
Revenue à Paris, Franceline Ribard loge dans une pension modeste. Elle reprend contact avec son ancien professeur, Xavier Galezowski, ainsi qu'avec Paul Bert avec qui elle échange de nombreuses lettres. Elle lui indique ses difficultés financières et professionnelles, et son souhait de proposer des consultations gratuites à défaut de travailler dans un cabinet. Paul Bert fait jouer ses contacts pour lui trouver un nouvel emploi mais seul un poste d'infirmière dans un hôpital lui est proposé.
À cette époque, Galezowski s'intéresse à l'hygiène de la vue dans les établissements scolaires. Franceline Ribard, grâce au soutien de son ancien professeur et de Paul Bert, obtient alors un poste d'inspecteur  ophtalmologique dans les écoles maternelles le 16 septembre 1885 par proposition du sous-directeur de l'enseignement primaire du département de la Seine. Elle est chargée de visiter les écoles maternelles parisiennes et d'établir un rapport sur l'état de l'hygiène de la vue et sur les mesures à prendre pour lutter contre les maladies ophtalmiques. Elle relève un lien entre le strabisme et les éclairages des classes, ce qui tend ses relations avec l'administration publique qu'elle juge responsable. Le rapport qu'elle rédige ne plaît pas, elle doit donc corriger son texte et n'est pas payée pour sa mission.

#### La mission à Tonkin (1886)
En janvier 1886, Paul Bert est nommé résident supérieur de l'Annam-Tonkin afin de pacifier l'Indochine. Il propose à Franceline Ribard de rejoindre sa mission en qualité de médecin. Ils quittent la France sur le paquebot Melbourne en février et débarquent à Hanoï début avril.
Elle quitte Hanoï au bout d'un mois car elle accompagne Paul Bert jusqu'à la capitale du pouvoir impériale, Hué, en mai 1886. Il a pour mission de pacifier les relations avec le nouvel empereur d'Annam, Đồng Khánh, et la reine mère de Tự Đức qui est atteinte de la cataracte. Le protocole interdit aux hommes, donc à Paul Bert, de rencontrer cette dernière ; l'enjeu de la mission confiée à Franceline Ribard est donc la suivante : soigner la reine mère et permettre au pouvoir français de s'en approcher. Elle soigne plusieurs personnes de la cour impériale en les opérant de la cataracte avant que la reine mère ne finisse par donner son accord pour être opérée.
Néanmoins, Franceline Ribard décède le 24 mai, soit trois semaines après son arrivée à la cour impériale, à l'hôpital de Quảng Yên près d'Hanoï. Elle n'aura pas le temps d'opérer la reine mère.

## Publication
- Du drainage de l’œil dans différentes affections de l’œil et particulièrement dans le décollement de la rétine, Franceline Ribard, 1876 (Lire en ligne)[11]. Thèse pour le doctorat en médecine présentée et soutenue le 12 août 1876, à la Faculté de Médecine de Paris.

## Héritage

### Mémoire
En 2015, Nantes s'est engagé dans un plan d'actions égalité femmes-hommes et l'augmentation de la féminisation des noms de rues. Cette démarche est également l'occasion de mettre en lumière des femmes disparues qui ont compté dans l'histoire locale et nationale. De nombreuses rues se sont alors féminisées et, depuis 2021, une rue nantaise a été nommée au nom de Franceline-Ribard.
Le campus santé de Nantes, qui doit être livré d'ici 2031 dans le quartier du futur CHU sur l'île de Nantes et qui accueillera environ 7000 étudiants, portera le nom de Franceline Ribard.